# Martha Fineman
Martha Albertson Fineman, född 1943, är en amerikansk jurist, feministisk rättsfilosof och forskare inom familjerätt. Hon är sedan 2004 Robert W. Woodruff Professor i juridik vid Emory University School of Law. Innan hon kom till Emory var hon Dorothea S. Clarke Professor i feministisk rättsteori vid Cornell Law School från 1999 till 2004, och från 1990 till 1999 Maurice T. Moore Professor i juridik vid Columbia Law School.
Fineman och Johan Munck utsågs till 2013 års hedersdoktorer vid Juridiska fakulteten, Lunds universitet.